# 于材
于材，字國用，湖廣永州府道州寧遠縣人，軍籍，明朝政治人物。進士出身。

## 生平
早年出身國子生，湖廣鄉試第十九名。

## 家族
曾祖成化十四年（1478年）戊戌科會試第一百六十五名，殿試登進士第二甲第四十四名。
曾祖曾祖父于保卿。祖父于志高。父亲于孟璉。